# 粒子
粒子（りゅうし、英: particle）は、比較的小さな物体の総称である。大きさの基準は対象によって異なり、また形状などの詳細はその対象によって様々である。特に細かいものを指す微粒子といった語もある。

## 物理学
物理学の用語としては、一般的な意味の他に素粒子のような物質の構成単位を指す。あるいは量子力学的な場の理論の意味では場の励起状態を表す概念として粒子という語が用いられる。そのような粒子にたとえば光子や陽電子がある。同様な概念に量子力学における準粒子がある。準粒子の例としてはフォノンや正孔がある。力学の分野に限れば、粒子は質点や点電荷の意味で用いられる。力学の意味での粒子とは、形状や大きさ、向きや自転などといった内部の自由度を、無視できるかあるいは持たない物体のことを指す。従って、太陽と地球の相対運動を考える際には、地球を粒子として扱うことができるが、一方で原子など分子の内部構造に注目する際には、分子を粒子と見ることはできない。
自然科学における粒子という概念の成立過程に関しては原子論および原子の記事などを参照。